# Szypry
Szypry – osada w Polsce położona w województwie warmińsko-mazurskim, w powiecie olsztyńskim, w gminie Dywity, położona na południowym brzegu jeziora Wadąg, wymieniana w dokumentach już w 1377 r. (pod nazwą Schipperkaim), później jako Szypren (1656), Schippern (1755). W wieku XIX funkcjonowała nazwa Schippern oraz Szypry. Wieś ponownie kolonizowana była w 1586 r., kiedy to  biskup warmiński Marcin Kromer puste włóki nadał swojemu bratu – Bartłomiejowi – w celu założenia majątku ziemskiego. W 1601 majątek był w posiadaniu szlachcica Pawła Stawiskiego.
W latach 1975–1998 miejscowość należała administracyjnie do województwa olsztyńskiego.
W 1993 roku w Szyprach było 5 stałych mieszkańców. Pod koniec XX w. osada była miejscowością wypoczynkową.